# هادلند
هادلند (به لاتین: Hadeland) یک منطقهٔ مسکونی در نروژ است که در اوپلاند (نروژ) واقع شده‌است. هادلند ۱٬۲۷۵ کیلومتر مربع مساحت و ۲۷٬۸۹۲ نفر جمعیت دارد.